# Кривиця
Кри́виця — село в Україні, у Дубровицькій міській громаді Сарненського району Рівненської області. До 2020 підпорядковувалося Трипутнянській сільській раді. з центром у селі Трипутня. Населення становить 220 осіб (2011).

## Назва
Польською мовою згадується як Krzywica.

## Географія
Площа села — 0,38 км².

### Клімат
Клімат у селі вологий континентальний («Dfb» за класифікацією кліматів Кеппена). Опадів 608 мм на рік. Найменша кількість опадів спостерігається в березні й сягає у середньому 28 мм. Найбільша кількість опадів випадає в червні — близько 87 мм. Різниця в опадах між сухими та вологими місяцями становить 59 мм. Пересічна температура січня — -5,7 °C, липня — 18,5 °C. Річна амплітуда температур становить 24,2 °C.
| Клімат Кривиці                    | Клімат Кривиці | Клімат Кривиці | Клімат Кривиці | Клімат Кривиці | Клімат Кривиці | Клімат Кривиці | Клімат Кривиці | Клімат Кривиці | Клімат Кривиці | Клімат Кривиці | Клімат Кривиці | Клімат Кривиці | Клімат Кривиці |
| Показник                          | Січ.           | Лют.           | Бер.           | Квіт.          | Трав.          | Черв.          | Лип.           | Серп.          | Вер.           | Жовт.          | Лист.          | Груд.          | Рік            |
| Середній максимум, °C             | −2,7           | −1,5           | 3,2            | 12,2           | 19,1           | 22,7           | 23,8           | 23,0           | 18,1           | 11,7           | 4,7            | −0,1           | 11,2           |
| Середня температура, °C           | −5,7           | −4,7           | −0,4           | 7,3            | 13,6           | 17,3           | 18,5           | 17,5           | 13,1           | 7,7            | 2,2            | −2,6           | 7,0            |
| Середній мінімум, °C              | −8,6           | −7,8           | −4             | 2,5            | 8,1            | 11,9           | 13,2           | 12,1           | 8,2            | 3,7            | −0,2           | −5,1           | 2,8            |
| Норма опадів, мм                  | 36             | 30             | 28             | 41             | 57             | 87             | 81             | 64             | 57             | 45             | 41             | 41             | 608            |
| --------------------------------- | -------------- | -------------- | -------------- | -------------- | -------------- | -------------- | -------------- | -------------- | -------------- | -------------- | -------------- | -------------- | -------------- |
| Джерело: Climate-Data.org (англ.) |                |                |                |                |                |                |                |                |                |                |                |                |                |

## Історія
Вперше згадується в роздільному записі княгині Марії Юріївної Гольшанської від 6 жовтня 1580 року, за яким село разом з Дубровицею та низкою інших володінь княгині переходили у власність її дочки, Варвари Козинської, що була одружена з Андрієм Фірлеєм, каштеляном малогоським.
Станом на 1859 рік, Кривиця була власницьким селом, тут діяв цегляний завод. До 1917 року село входило до складу Російської імперії. У 1918—1920 роки нетривалий час перебувало в складі Української Народної Республіки.
У 1921—1939 роки входило до складу Польщі. У 1921 році село входило до складу гміни Домбровиця Сарненського повіту Поліського воєводства Польської Республіки. 1930 року Сарненський повіт приєднаний до складу Волинського воєводства. У 1936 році входило до однойменної громади, до якої також належали село Залішани та залізнична станція Кривиця.
З 1939 року — у складі Дубровицького району Рівненської області УРСР. У роки Другої світової війни деякі мешканці села долучилися до національно-визвольної боротьби в лавах УПА та ОУН. У червні 1943 польські більшовицькі партизани повністю спалили село (близько 80 хат) і вбили 6 мирних мешканців. Загалом встановлено 20 жителів села, які брали участь у визвольних змаганнях, з них 6 загинуло, 7 було репресовано.
У 1947 році село Кривиця разом з хутором Цегельня підпорядковувалося Кривицькій сільській раді Дубровицького району Ровенської області УРСР.
Відповідно до прийнятої в грудні 1989 року постанови Ради Міністрів УРСР село занесене до переліку населених пунктів, які зазнали радіоактивного забруднення внаслідок аварії на Чорнобильській АЕС, жителям виплачувалася грошова допомога. Згідно з постановою Кабінету Міністрів Української РСР, ухваленою в липні 1991 року, село належало до зони гарантованого добровільного відселення. На кінець 1993 року забруднення ґрунтів становило 1,14 Кі/км² (137Cs + 134Cs), молока — 3,91 мКі/л (137Cs + 134Cs), картоплі — 1,23 мКі/кг (137Cs + 134Cs), сумарна доза опромінення — 141 мбер, з якої: зовнішнього — 15 мбер, загальна від радіонуклідів — 126 мбер (з них Cs — 115 мбер).
Відповідно до Розпорядження Кабінету Міністрів України від 12 червня 2020 року № 722-р «Про визначення адміністративних центрів та затвердження територій територіальних громад Рівненської області» увійшло до складу Дубровицької міської громади.

## Населення
Станом на 1859 рік, у власницькому селі Кривиця налічувалося 21 двір та 139 жителів (65 чоловіків і 74 жінок), усі православні.
За переписом населення Польщі 10 вересня 1921 року в селі та однойменному сусідньому лісництві разом налічувалося 56 будинків та 304 мешканців, з них: 139 чоловіків та 165 жінок; 261 православний, 28 юдеїв та 15 римо-католиків; 253 українці, 28 євреїв, 22 поляки та 1 особа іншої національності. Згідно з переписом УРСР 1989 року чисельність наявного населення села становила 311 осіб, з яких 154 чоловіки та 157 жінок. На кінець 1993 року в селі мешкало 259 жителів, з них 59 — дітей.
За переписом населення України 2001 року в селі мешкали 254 особи. 100 % населення вказало своєю рідною мовою українську мову. Станом на 1 січня 2011 року населення села становить 220 осіб. Густота населення — 660,53 особи/км².

### Вікова і статева структура
Структура жителів села за віком і статтю (станом на 2011 рік):
| Вік   | Чоловіків | Жінок | Разом |
| ----- | --------- | ----- | ----- |
| 0-17  | 17        | 23    | 40    |
| 18-39 | 36        | 26    | 62    |
| 40-59 | 30        | 31    | 61    |
| 60+   | 20        | 37    | 57    |
| Разом | 103       | 117   | 220   |

### Соціально-економічні показники
| Працездатне населення | Працездатне населення | Працездатне населення | Працездатне населення | Працездатне населення | Працездатне населення | Непрацездатне населення | Непрацездатне населення | Непрацездатне населення | Непрацездатне населення | Непрацездатне населення | Непрацездатне населення | Все населення |
| Чоловіки              | Чоловіки              | Жінки                 | Жінки                 | Разом                 | Разом                 | Чоловіки                | Чоловіки                | Жінки                   | Жінки                   | Разом                   | Разом                   | 220           |
| ос.                   | %                     | ос.                   | %                     | ос.                   | %                     | ос.                     | %                       | ос.                     | %                       | ос.                     | %                       | 220           |
| --------------------- | --------------------- | --------------------- | --------------------- | --------------------- | --------------------- | ----------------------- | ----------------------- | ----------------------- | ----------------------- | ----------------------- | ----------------------- | ------------- |
| 49                    | 22                    | 61                    | 27                    | 110                   | 49                    | 46                      | 20                      | 69                      | 31                      | 115                     | 51                      | 220           |

| Зайняті  | Зайняті  | Зайняті | Зайняті | Зайняті | Зайняті | Безробітні | Безробітні | Безробітні | Безробітні | Безробітні | Безробітні | Все населення |
| Чоловіки | Чоловіки | Жінки   | Жінки   | Разом   | Разом   | Чоловіки   | Чоловіки   | Жінки      | Жінки      | Разом      | Разом      | 220           |
| ос.      | %        | ос.     | %       | ос.     | %       | ос.        | %          | ос.        | %          | ос.        | %          | 220           |
| -------- | -------- | ------- | ------- | ------- | ------- | ---------- | ---------- | ---------- | ---------- | ---------- | ---------- | ------------- |
| 3        | 3        | 2       | 2       | 5       | 5       | 18         | 21         | 14         | 16         | 32         | 37         | 220           |

| Дорослі | Діти | Пенсіонери | Інваліди Німецько-радянської війни | Учасники бойових дій | Інваліди всіх груп і категорій | Люди, які обслуговуються служб. соц. допом. на дому | Неповні сім'ї | Діти з неповних сімей | Багатодітні сім'ї | Діти з багатодітних сімей | Діти-інваліди | Діти-сироти | Одинокі багатодітні матері |
| ------- | ---- | ---------- | ---------------------------------- | -------------------- | ------------------------------ | --------------------------------------------------- | ------------- | --------------------- | ----------------- | ------------------------- | ------------- | ----------- | -------------------------- |
| 190     | 55   | 92         | -                                  | -                    | 15                             | 7                                                   | -             | -                     | 4                 | 12                        | -             | -           | -                          |

## Політика

### Органи влади
До 2020 місцеві органи влади були представлені Трипутнянською сільською радою.

### Вибори
Село входить до виборчого округу № 155. У селі розташована виборча дільниця № 560292. Станом на 2011 рік кількість виборців становила 177 осіб.

## Культура
У селі працює Кривицький сільський клуб на 80 місць.

## Релігія
Список конфесійних громад станом на 2023 рік: 13 грудня 2022 року Свято-Троїцька православна громада села була перереєстрована у складі Православної Церкви України.
У першій половині XIX століття село належало до греко-католицької парафії церкви Успіння Богородиці села Залішани Ровенського повіту, а у 1840-х та другій половині XIX століття — до православної парафії церкви Успіння Пресвятої Богородиці села Залішани Домбровицької волості.

## Освіта
У селі діє Кривицька загальноосвітня школа І-ІІІ ступенів. У 2011 році в ній навчалося 84 учні (із 160 розрахованих) та викладало 20 учителів.

## Інфраструктура
Наявне відділення поштового зв'язку.

#### Книги
- Олександр Денищук. Злочини польських шовіністів на Волині. Книга перша. Рівненська область. — Рівне : ППДМ, 2003. — 352 с. — ISBN 966-96174-4-8.

#### Офіційні дані та нормативно-правові акти
- Паспорт Дубровицького району (станом на 1 січня 2011 року) (doc). Дубровицька районна рада. Архів оригіналу за 10 лютий 2015. Процитовано 16 жовтня 2019.

#### Мапи
- Історичний Атлас України / Гол. ред. Л. Винар; Упорядн.: І. Тесля, Е. Тютько. Українське історичне товариство. — Монреаль; Нью-Йорк; Мюнхен, 1980. — 182 с.